# Gert Late Night
Gert Late Night was een latenighttalkshow gepresenteerd door Gert Verhulst en James Cooke die, twee maal per jaar, zes weken en acht seizoenen lang van maandag tot donderdag werd uitgezonden op de Vlaamse commerciële televisiezender VIER. Dat duurde van 24 april 2017 tot 8 oktober 2020. In 2021 werd de show opgevolgd door de wat minder populaire De Cooke & Verhulst Show.

## Presentatie en concept
Het programma werd gepresenteerd door Gert Verhulst vanaf zijn eigen boot, de Evanna. Sidekick van dienst was James Cooke. Elke week logeerden drie bekende Vlamingen (of bekende Nederlanders) drie nachten op de boot. Opvallend hierbij was dat de persoonlijkheden van Verhulsts gasten weleens leken te botsen. Naarmate de week vorderde ontstond er vaak echter een hechte band. Tijdens een aflevering, die iets minder dan een uur duurde, werd er over actuele onderwerpen gepraat, was er plaats voor variété en werden ook enkele andere gasten uitgenodigd. Zo passeerden in de laatste aflevering van de eerste week actrice Jacky Lafon en auteur Stefan Hertmans de revue. De eerste naar aanleiding van een artikel dat die woensdag verscheen in TV Familie waarin ze zwaar werd beledigd, de tweede op vraag van een van de gasten, Kevin Janssens, om over zijn laatste boek te praten.
Het programma werd tussendoor ook opgeleukt en wat luchtiger gemaakt met korte fragmentjes van de gasten op de boot, bijvoorbeeld een filmpje van het ontbijt die dag, en korte reportages. Zo ging Jani Kazaltzis in de eerste week op bezoek bij de vondelingenschuif naar aanleiding van de tiende vondeling die in de schuif was gelegd die week. In de fragmentjes op de boot dook ook regelmatig Gert Late Night-kokkin Annie Deleersnijder op.
Ook op de persoon achter de verblijfsgasten werd (kort) gefocust: elke nacht voor het slapengaan had één gast een diepgaand gesprek in het bed bij James Cooke, dat de dag erna werd uitgezonden op het einde van de aflevering.
Op zondag werd een compilatie-aflevering uitgezonden met de beste momenten van de week onder de noemer Gert Late Night: Weekoverzicht.

## Uitzendingen
Het eerste seizoen werd uitgezonden tussen 24 april en 1 juni 2017. In september 2017 volgde een tweede seizoen. In december 2017 werd een vervolg, onder de naam Gert Last Year uitgezonden, ditmaal niet op de boot Evanna, maar in het kasteel Château de Targnon. Deze editie duurde slechts een week en hierbij werden onder anderen enkele gasten van het voorbije jaar uitgenodigd. Tijdens die week werd onder meer gekeken wie de 100 belangrijkste personen van het voorbije jaar waren. 
Op 23 april 2018 ging het derde seizoen van start. Op 3 september 2018 ging het vierde seizoen van start, met een vervroegd uitzenduur. Het programma begon dan al om 21.40u. In de eerste 3 seizoenen was dat rond 22.15u. Op 31 augustus 2020 ging het achtste seizoen in première op VIER vanuit Blankenberge.

## Afleveringen
| Seizoen | Weken | Afl. | Uitzendingen     | Uitzendingen    | Opmerkingen                                                            |
| Seizoen | Weken | Afl. | Start            | Einde           | Opmerkingen                                                            |
| ------- | ----- | ---- | ---------------- | --------------- | ---------------------------------------------------------------------- |
| 1       | 6     | 24   | 24 april 2017    | 1 juni 2017     |                                                                        |
| 2       | 6     | 24   | 4 september 2017 | 12 oktober 2017 | In de eerste week lag de Evanna in Cadzand-Bad                         |
| 3       | 6     | 24   | 23 april 2018    | 21 mei 2018     | In de laatste week was een onbekende Vlaming te gast                   |
| 4       | 6     | 24   | 3 september 2018 | 11 oktober 2018 |                                                                        |
| 5       | 6     | 24   | 22 april 2019    | 30 mei 2019     |                                                                        |
| 6       | 6     | 24   | 2 september 2019 | 10 oktober 2019 | In de eerste twee weken lag de Evanna in Oostende                      |
| 7       | 8     | 32   | 6 april 2020     | 28 mei 2020     | Wegens de coronapandemie heette het programma Gert Late Night Lockdown |
| 8       | 6     | 24   | 31 augustus 2020 | 8 oktober 2020  | De eerste drie weken lag de Evanna aangemeerd in Blankenberge          |

## Ontvangst
Het eerste seizoen haalde in het voorjaar van 2017 een gemiddeld marktaandeel van 25,3% op VVA 18-54 en 326.700 kijkers. De talkshow wist ook op zondagavond met het weekoverzicht veel kijkers voor de buis te lokken: 16,5% VVA 18-54 en 226.000 kijkers.
Het tweede seizoen wist in het najaar van 2017 gemiddeld 353.000 kijkers te bekoren, goed voor een marktaandeel van 27,4% op VVA 18-54.
Het derde seizoen deed het opnieuw goed met een gemiddeld marktaandeel van 27,2% op VVA 18-54 en 348.000 kijkers.
Het vijfde seizoen haalde gemiddeld 400.000 kijkers, goed voor 26,6% marktaandeel.